# Santiago Open
Le tournoi Santiago Open est un tournoi de squash qui se tient à Saint-Jacques-de-Compostelle. Il fait partie du PSA World Tour. Le premier tournoi se déroule en 2007 et s'interrompt définitivement en 2012.

## Palmarès
| Année | Champion          | Finaliste       | Score                            |
| ----- | ----------------- | --------------- | -------------------------------- |
| 2012  | Simon Rösner      | Borja Golán     | 8-11, 11-5, 11-8, 16-14          |
| 2011  | Borja Golán       | Adrian Grant    | 14-12, 11-0, 8-11, 11-6          |
| 2010  | Adrian Grant      | Omar Mosaad     | 6-11, 11-7, 11-7, 12-10 (71 min) |
| 2009  | Peter Barker      | Adrian Grant    | 11-9, 11-7, 9-11, 11-9 (78 min)  |
| 2008  | Borja Golán       | Stewart Boswell | 11-7, 9-11, 11-3, 11-7           |
| 2007  | Davide Bianchetti | Julien Balbo    | 11-7, 6-11, 11-6, 11-4 (54 min)  |